# Harry Jackson (cầu thủ bóng đá, sinh năm 1918)
Harry 'Jacko' Jackson (1918 - 1984) là một cầu thủ bóng đá thi đấu ở vị trí tiền đạo trung tâm ở Football League cho Manchester City, Preston North End, Blackburn Rovers và Chester. Ông cũng từng thi đấu cho nhiều câu lạc bộ khác nhau với vai trò cầu thủ 'khách mời' trong chiến tranh bao gồm Accrington Stanley, Tottenham Hotspur và Watford trong khi đóng quân quanh Luân Đôn và ở bờ Nam phục vụ trong Hải quân Hoàng gia Anh.
Ở mùa giải 1948-49 ông ghi 4 bàn thắng trong 4 trận cho Mossley.
Sau thời gian với Chester ông thi đấu cho Hyde United, Ashton United, Nelson và Clitheroe.